# Punta Aguja
La punta Aguja es un cabo abrupto y rocoso del noroeste del Perú localizado en el extremo meridional de la bahía de Sechura, que forma parte del sector costero del departamento de Piura. Este cabo constituye el punto más septentrional de la península de Illescas.
Se encuentra dentro de la zona de convergencia de la corriente de Humboldt, fría, que va del sureste al noroeste,  y la corriente ecuatorial, cálida, que fluye de norte a sur.